# QuickSynergy

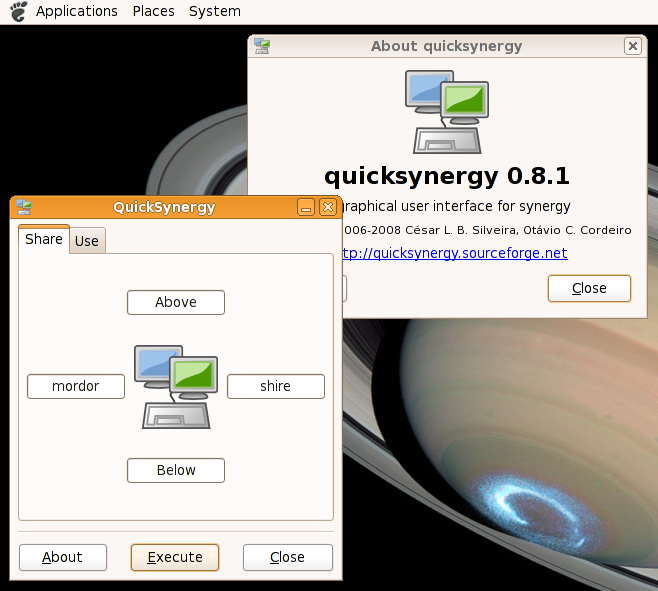
QuickSynergy, Fedora 13

QuickSynergy es una interfaz gráfica que permite utilizar y configurar Synergy de manera sencilla. Synergy es una aplicación que permite a un equipo Servidor compartir su ratón y teclado entre varios equipos Clientes sin la necesidad de ningún componente físico adicional.
QuickSynergy es para Linux y Mac, cubriendo una carencia importante de Synergy, que a pesar de ser multiplataforma, solamente cuenta con interfaz gráfica para Windows.

## Instalación
1. Se debe descargar la aplicación de la Página del proyecto QuickSynergy en Sourceforge Archivado el 19 de diciembre de 2008 en Wayback Machine..
2. Instalar la aplicación en cada una de las máquinas que se desee utilizar QuickSynergy para configurar Synergy automáticamente. Para el Servidor y el Cliente se instala la misma aplicación, lo que varía es en el modo en que se ejecuta. La máquina Servidor correrá el QuickSynergy en modo Servidor y las máquinas clientes deberán correr QuickSynergy en modo cliente.
3. Se debe decidir cual sérá la máquina Servidor, que compartirá su mouse y teclado con las máquinas clientes. También se deberá elegir donde estarán ubicadas las pantallas de cada computadora Cliente respecto al Servidor y respecto a las otras máquinas Cliente.
4. Configurar y ejecutar el Servidor. Se debe configurar el Servidor de acuerdo a lo decidido en el paso anterior. La configuración del Servidor en QuickSynergy consta básicamente de escribir los nombres de los hosts clientes en los espcacios identificados (arriba, abajo, derecha o izquierda del servidor), dependiendo de la ubicación física de las pantallas de los equipos Clientes con respecto a la pantalla del equipo Servidor. Configurado el Servidor, se presiona Start para ejecutarlo.
5. Configurar y ejecutar los clientes. La configuración del Cliente consiste únicamente de ingresar el nombre del host del servidor o la IP correspondiente del mismo. Configurado el Cliente, se presiona Start para ejecutarlo.